# Йохан I (Мьорс-Сарверден)
Йохан I фон Мьорс-Сарверден (на немски: Johann I von Moers-Saarwerden; † 2 юли 1431 при Булгневил, Лотарингия) е граф на Сарверден (1418 – 1431). Той основава линията Мьорс-Сарверден (като Йохан I), която управлява графството Сарверден до 16 век.

## Биография
Той е син на граф Фридрих III фон Мьорс († 1417/1418) и съпругата му Валбурга фон Сарверден († 1418), дъщеря на граф Йохан II (III) фон Сарверден и Клара фон Финстинген-Бракенкопф. Майка му Валбурга е сестра и наследничка на Кьолнският архиепископ Фридрих III фон Сарверден († 1414).
Брат е на Фридрих IV († 1448) граф на Мьорс, Дитрих († 1463), курфюрст и архиепископ на Кьолн (1414 – 1463), и Валрам († 1456), епископ на Утрехт (1434 – 1448) и епископ на Мюнстер (1450 – 1456). Сестра му Клара († 1457) е абатиса на Св. Квирин, близо до Нойс.
През 1417 г. брат му Фридрих IV наследява баща им граф Фридрих III и според неговото завещание задържа графството Мьорс, а графството Сарверден дава 1418 г. на по-малкия си брат Йохан I. Йохан I е пропст на Санкт Куниберт в Кьолн и напуска през 1418 г. На 23 октомври 1418 г. двамата братя сключват наследствен договор. Йохан получава чрез женитбата си господствата Лар и Малберг. Сарверденските имоти той залага през 1429/30 г. на манастир Вьоршвайлер в Хомбург.
Той умира на 2 юли 1431 г. в битката при Булгневил като привърженик на херцог Ренѐ I Анжуйски.

## Фамилия
Йохан I се жени между 1 декември 1419 и 11 май 1420 г. за Аделхайд фон Геролдсек, наследничка на Лар-Малберг († сл. 1440), дъщеря на Хайнрих V фон Геролдсек-Лар († 1426) и графиня Урсула фон Еберщайн († сл. 1428). Те имат един син:
- Якоб I (1431 – 1483), граф на Мьорс и Сарверден (1431 – 1483), женен I. на 11 ноември 1434 г. за графиня Анастасия фон Лайнинген († 1452), II. на 21 октомври 1465 г. за графиня Кунигунда фон Зоненберг-Валдбург († сл. 1485)